# Matthias Ruete
Matthias Ruete (* 1952) ist ein deutscher Jurist und war hochrangiger EU-Beamter.

## Leben
Ruete studierte Jura in Marburg, Köln, Berlin und Gießen und wurde 1984 an der Universität Gießen mit einer Arbeit über Copyright, geistiges Eigentum‘ und britische Verwertungsgesellschaften promoviert.
Er trat 1986 in den Dienst der Europäischen Kommission. Dort war er in verschiedenen Verwaltungspositionen tätig, bevor er 2006 die Leitung der Generaldirektion Energie und Verkehr (DG TREN) übernahm.
Von 2014 bis 2017 diente er als Generaldirektor der Generaldirektion Migration und Inneres der Europäischen Kommission.
Ab März 2018 war er als Sonderberater im Generalsekretariat der Europäischen Kommission zuständig für strategische Fragen im Zusammenhang mit der Energieunion, der Sicherheitsunion, der Subsidiarität und der Verhältnismäßigkeit.
Mit Wirkung vom 1. Januar 2019 wurde er von der Generaldirektion Mobilität und Verkehr der Europäischen Kommission zu einem der elf Europäischen Verkehrskoordinatoren, für den Bereich des Europäischen Eisenbahnleit- und sicherheitssystem (ERTMS) bestellt, worin er dem Belgier Karel Vinck für vier Jahre nachfolgt.

## Auszeichnungen
- 2004: Großes Silbernes Ehrenzeichen für Verdienste um die Republik Österreich[6]